# Gerardo II d'Alvernia
Stefano, Gérard in francese e Gerard in catalano (... – 892), fu conte d'Alvernia dall'864 all'872.

## Origine
Figlio del conte d'Alvernia, Gerardo I e di Ildegarda dei Franchi (802-841), presunta figlia dell'imperatore Ludovico il Pio.

## Biografia
Di Gerardo si hanno scarse notizie, si sa solo che nell'864, dopo che il suo predecessore, il conte Stefano, era stato ucciso dai Normanni, gli successe nella contea d'Alvernia.
Si trovò in conflitto con Bernardo, detto Piede di Velluto, che ambiva alla contea d'Alvernia, in quanto marito di Ermengarda, figlia del conte, Bernardo I d'Alvernia, che, nell'872, lo spodestò, prendendone il posto.
Gli Annales Bertiniani citano Bernardo come conte di Alvernia (Bernardum Arvernicum comitem).

## Discendenza
Di Gerardo non si hanno notizie di un'eventuale moglie e non risulta alcuna discendenza.

## Ascendenza
|                       |                 |                       | Genitori           |  |  | Nonni |  |  | Bisnonni |  |  | Trisnonni |  |
|                       |                 |                       |                    |  |  |       |  |  | …        |  |  | …         |  |
|                       |                 |                       |                    |  |  |       |  |  | …        |  |  | …         |  |
|                       |                 | …                     |                    |  |  |       |  |  | …        |  |  |           |  |
| …                     |                 |                       |                    |  |  |       |  |  | …        |  |  |           |  |
|                       |                 | …                     | …                  |  |  |       |  |  |          |  |  |           |  |
|                       |                 | …                     | …                  |  |  |       |  |  |          |  |  |           |  |
|                       |                 | …                     | …                  |  |  |       |  |  |          |  |  |           |  |
| Gerardo I d'Alvernia  |                 | …                     |                    |  |  |       |  |  |          |  |  |           |  |
|                       |                 | …                     | …                  |  |  |       |  |  |          |  |  |           |  |
|                       |                 | …                     | …                  |  |  |       |  |  |          |  |  |           |  |
|                       |                 | …                     | …                  |  |  |       |  |  |          |  |  |           |  |
| …                     |                 | …                     |                    |  |  |       |  |  |          |  |  |           |  |
|                       |                 | …                     | …                  |  |  |       |  |  |          |  |  |           |  |
|                       |                 | …                     | …                  |  |  |       |  |  |          |  |  |           |  |
|                       |                 | …                     | …                  |  |  |       |  |  |          |  |  |           |  |
| Gerardo II d'Alvernia |                 | …                     |                    |  |  |       |  |  |          |  |  |           |  |
|                       | Ludovico il Pio | Carlo Magno           |                    |  |  |       |  |  |          |  |  |           |  |
|                       | Ludovico il Pio | Carlo Magno           |                    |  |  |       |  |  |          |  |  |           |  |
|                       | Ludovico il Pio | Ildegarda             |                    |  |  |       |  |  |          |  |  |           |  |
| Pipino I di Aquitania | Ludovico il Pio |                       |                    |  |  |       |  |  |          |  |  |           |  |
|                       |                 | Ermengarda di Hesbaye | Ingramm di Hesbaye |  |  |       |  |  |          |  |  |           |  |
|                       |                 | Ermengarda di Hesbaye | Ingramm di Hesbaye |  |  |       |  |  |          |  |  |           |  |
|                       |                 | Ermengarda di Hesbaye | Edvige di Baviera  |  |  |       |  |  |          |  |  |           |  |
| Matilde d'Aquitania   |                 | Ermengarda di Hesbaye |                    |  |  |       |  |  |          |  |  |           |  |
|                       |                 | Teodeberto di Madrie  | …                  |  |  |       |  |  |          |  |  |           |  |
|                       |                 | Teodeberto di Madrie  | …                  |  |  |       |  |  |          |  |  |           |  |
|                       |                 | Teodeberto di Madrie  | …                  |  |  |       |  |  |          |  |  |           |  |
| Ringarda              |                 | Teodeberto di Madrie  |                    |  |  |       |  |  |          |  |  |           |  |
|                       |                 | …                     | …                  |  |  |       |  |  |          |  |  |           |  |
|                       |                 | …                     | …                  |  |  |       |  |  |          |  |  |           |  |
|                       |                 | …                     | …                  |  |  |       |  |  |          |  |  |           |  |
|                       |                 | …                     |                    |  |  |       |  |  |          |  |  |           |  |

### Fonti primarie
- (LA)  Annales Bertiniani.

### Letteratura storiografica
- René Poupardin, I regni carolingi (840-918), in «Storia del mondo medievale», vol. II, 1979, pp. 583–635
- (FR)  Claude Devic e Joseph Vaissette, Histoire générale de Languedoc Google Books Vol. 1 (1840), Vol. 2 (1840), Vol. 3 (1841), Vol. 4 (1749), Vol. 5 (1842), Vol. 6 (1843), Vol. 7 (1843), Vol. 8 (1844), Vol. 9 (1845)